# Гранеро (Бјела)
Гранеро је насеље у Италији у округу Бијела, региону Пијемонт.
Према процени из 2011. у насељу је живело 255 становника. Насеље се налази на надморској висини од 464 м.